# Andora na Zimowych Igrzyskach Olimpijskich 1984
Andorę na Zimowych Igrzyskach Olimpijskich 1984 reprezentowało 2 zawodników. Był to trzeci start Andory na zimowych igrzyskach olimpijskich.

## Reprezentanci

### Narciarstwo alpejskie

#### Mężczyźni
- zjazd :

- - Albert Llovera (48 m.)
  - Jordi Torres (50 m.)

- gigant slalom :

- - Albert Llovera (nie ukończył)
  - Jordi Torres (nie ukończył)

- slalom :

- - Albert Llovera (nie ukończył)
  - Jordi Torres (nie ukończył)